# Kerk van de Heilige Vladimir in de Oude Tuinen
De Kerk van de Heilige Vladimir in de Oude Tuinen (Russisch: Церковь Святого Владимира в Старых Садах) is een Russisch orthodoxe kerk in de Russische hoofdstad Moskou. De kerk is gelegen in de voormalige wijk Koelisjki, in het Basmanni district van het Centraal Administratieve Okroeg. De kerk staat vlak bij het Klooster van Johannes de Voorloper en de plek waar de rivier de Jauza uitmondt in de Moskva.

## Geschiedenis
In 1514 gaf Vasili III opdracht tot de bouw van een aantal kerken in Moskou waaronder de Vladimirkerk. De nieuwe Vladimirkerk verving een oudere kerk met dezelfde naam die behoorde tot het zomerpaleis van grootvorst Vasili I.
In de tweede helft van de 17e eeuw werd de kerk grotendeels herbouwd. Als gevolg van deze herbouw bleef van de originele kerk slechts het zuidelijk portaal en het onderste deel van de muren behouden. Aan het einde van de 18e eeuw werd de klokkentoren herbouwd. De kerk liep bij branden in 1737 en 1812 grote schade op.

## Sovjet-periode
In 1933 werd de kerk door de bolsjewieken gesloten. De vijf koepels en het interieur werden verwoest. Men was van plan om de kerk volledig te slopen, maar de staat zag net op tijd de monumentale waarde van de kerk in. Het gebouw werd daarna overgedragen aan Ruslands grootste wetenschappelijke bibliotheek. In 1980 werd het gebouw getroffen door een brand waarbij een groot aantal boeken en bewaarde resten van de fresco's werden vernietigd.

## Heropening
In 1990 werd een gerestaureerde Vladimirkerk teruggegeven aan de Russisch-orthodoxe Kerk. In 1991 werd in de kerk van de heilige Vladimir een eerste liturgie gevierd. De kerk behoort tegenwoordig tot de meest welvarende kerken van Moskou.